# Pseudotheristus spirus
Pseudotheristus spirus är en rundmaskart som först beskrevs av Gerlach 1959.  Pseudotheristus spirus ingår i släktet Pseudotheristus och familjen Monhysteridae. Inga underarter finns listade i Catalogue of Life.